# Belœili várkastély

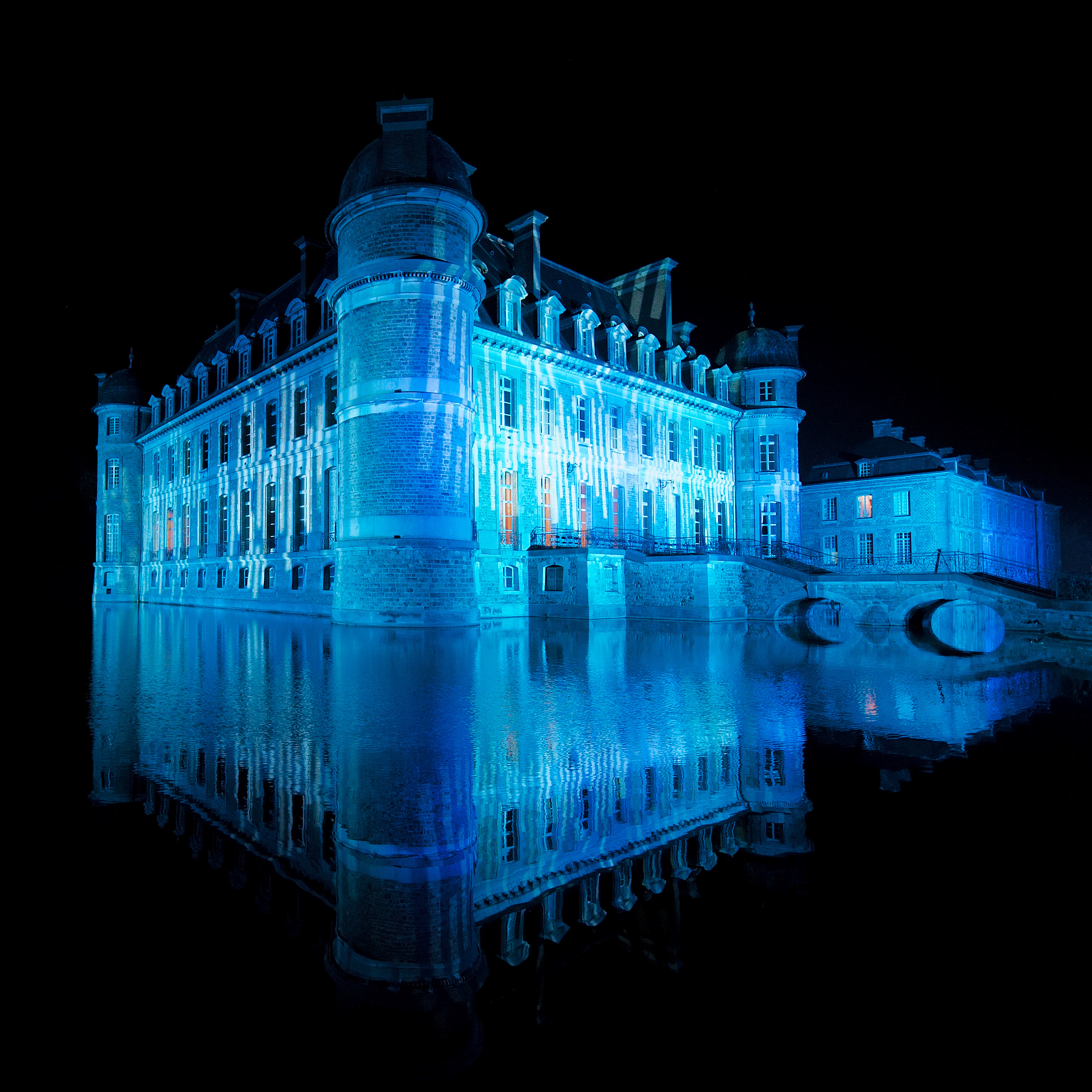
A kastély éjjel

A beloeili várkastély (Château de Belœil) Hainaut tartományban, Belœilben áll (ma: Belgium). A 14. század óta a Ligne-ház hercegének rezidenciája. A kastély egy 1664-ben tervezett barokk stílusú kert közepén helyezkedik el.

## Története
Beloeil 1394-ben került a Ligne-család birtokába. A 15. század elején választották a család legfontosabb rezidenciájának. A régi kastély egy megerősített négyszögletű építmény volt, melyet várárok vett körül, és a négy sarkán egy-egy köralapú torony állt. Ez a struktúra még mindig látható, bár a külső homlokzat és a belső tér is jelentősen átalakult az évszázadok során.
A 17. és 18. században a kastélyt vidéki luxusépületté alakították át francia mintára (château).
1664-től kezdődően a csodálatos parkot egyenes fasorokkal, geometrikus tavakkal és impozáns látvány jellemzi. A magas sövénnyel elválasztott kertrészeket megőrizték a 18 és 19. századi változások ellenére, amikor az angol stílusú kertészet vált közkedveltebbé.  Egy kis rommal díszített kertet Charles-Joseph, Ligne hetedik hercege építtetett hozzá a parkhoz. 
A kastély belső részeit luxus szinten rendezték be bútorokkal és a család képgyűjteményével. Az 1900-as év fordulójának ünnepén egy tűzben az épület teljesen leégett. Bútorzatának, húszezer ritka kötetet tartalmazó könyvtárának és képgyűjteményének nagy részét sikerült megmenteni, és az ezt követő évek során egy francia építész, Ernest Sanson építette újjá a kastélyt.

## Külső hivatkozások
- Hivatalos weboldal